# Claude Adrien Helvétius
Claude Adrien Helvétius (født 26. februar 1715, død 26. december 1771) var en fransk filosof, pædagog og skribent. Helvétius regnes som en af utilitarismens foregangsmænd og har givet filosofiske bidrag til socialismen som teori.

## Opvækst
Helvétius blev født ind i en højtstående parisisk familie med forbindelser til hoffet. Faderen var livlæge for dronning Marie Leszczyńska. Slægtsnavnet var oprindelig Schweitzer, men blev latiniseret til Helvétius (schweizer).

## Ungdom
Efter en udsvævende ungdomstid begyndte Helvétius at orientere sig mod intellektuelle kredse, påvirket af Voltaire og Montesquieu.

## Privatliv
Han giftede sig med Anne-Catherine de Ligniville, som i et halvt århundrede bestyrede en af oplysningstidens førende litterære saloner.

## Hovedværk
Med sit filosofiske værk De l'esprit (1758) vakte Helvétius bestyrtelse hos kirken og magthaverne. Skriftet blev brændt offentligt, og det blev bandlyst både af kirken og af Sorbonne-universitetet. Arbejdet fik en lunken modtagelse hos andre progressive filosoffer. Han blev kritiseret for at mangle originalitet og for at have hentet sine tanker fra Denis Diderot og John Locke. 
Helvétius er en typisk empirist, som mener, at den menneskelige bevidsthed udgøres af de samlede sanseindtryk, man har fået. Som Locke mener han, at mennesket ved fødslen er et ubeskrevet blad (tabula rasa), og at al ulighed mellem mennesker skyldes forskellig opdragelse og opvækstmiljø. Nogen medfødte forskelle mellem folk eksisterer ikke, mente han.
Størst betydning for eftertiden har Helvétius' etik haft. Ifølge Helvétius findes der ikke noget absolut godt eller ondt, og mennesket er derfor heller ikke hverken godt eller ondt. I sidste instans er egennytten drivkraften for alle vore handlinger. Hans etik udgør således en af forudsætningerne for den senere utilitarisme. 
En omarbejdet og udvidet udgave af De l'esprit udkom posthumt mellem 1772 og 1786. Her fremfører han sine tanker om pædagogik og opdragelse og hævder det synspunkt, at menneskenes iboende egoisme kan styres mod et fælles, samfundsnyttigt mål gennem et videnskabeligt baseret belønningssystem i skolen. "Alt kan ordnes gennem opdragelse", hævder han.
Påvirkning fra Helvétius kan spores hos tænkere som Jeremy Bentham, John Stuart Mill, Cesare Beccaria og 1800-tallets tidlige socialister.

## Udvalgt bibliografi
- De l'Esprit (1758)
- De l'homme, de ses facultés intellectuelles, et de son éducation (posthumt udgivet i 1773. Dansk oversættelse af sjette afsnit af bogen udkom i 1788 under titlen Om Mennesket og dets Forstands Evner, det siette Afsnit, især betreffende Menneskenes Formerelse og Følgerne deraf i en Stat)